# Qu'il est bête ! (chanson)
Singles de Dorothée
Schtroumpf lala
(1984) Les petits Ewoks
(1985)
Qu'il est bête ! est une chanson de Dorothée. 
Ce titre a bénéficié d'un clip scénarisé. C'est le premier extrait de l'album du même nom. Le single ne rencontre pas un grand succès[réf. nécessaire].
La chanson Qu'il est bête ! va inaugurer sur scène le Jacky seau où Jacky recevra un seau d'eau sur la tête, trouvaille qui sera reprise dans le Club Dorothée[réf. nécessaire].   
La chanson raconte avec humour, l'histoire que Dorothée connaît avec un garçon décrit comme étant très beau avec de longs cheveux blonds et de grands yeux verts, mais étant un peu stupide, aussi bête qu'une gargoulette, notamment parce qu'il ne comprend pas que Dorothée lui fait la cour pour pouvoir lui faire l'amour. Le dernier couplet précise qu'elle l'invite tout seul chez elle pour parler et dans l'espoir de sortir avec lui, mais qu'il arrive avec son grand frère et sa petite sœur que sa mère lui a demandé de garder pendant une heure ou deux.

## Classement
| Pays   | Meilleure position | Nb de semaines dans le Top | Certification |        |
| ------ | ------------------ | -------------------------- | ------------- | ------ |
| France |                    |                            |               | 80 000 |

## Supports
| Année | Format   | Label        | Catalogue            |
| ----- | -------- | ------------ | -------------------- |
| 1984  | 45 Tours | AB / Polydor | AB 8811467 / POL 100 |